# Рудоутворення
Рудоутворення — комплекс геологічних процесів, зокрема сепарація, переміщення і концентрація рудної речовини. На склад руд, просторову конфігурацію рудних тіл, їх розміри тощо суттєво впливає середовище рудоутворення.
Рудоутворення може включати магматичні, гідротермальні, метаморфічні процеси, а також осадонакопичення.

## Стадійність рудоутворення
Це закономірність (періодичність) у процесі формування гідротермального родовища руд, яка обумовлена переривчастим надходженням рудоносних розчинів у місце рудовідкладення. Виражається у формуванні послідовного ряду різновікових парагенезисів руд та гідротермально змінених гірських порід.
Найважливішими критеріями С.р. є: наявність різних за часом утворення, частково дезінтегрованих мінеральних асоціацій, що зберігають постійний склад та вікові взаємовідношення на всій площі родовища або рудного поля; циклічність гідротермальної кислотно-лужної диференціації, яка встановлюється за зміною мінеральних парагенезисів і хімізму руд та навколорудних метасоматитів.
Додатковими є такі критерії С.р.: зміна плану тектонічних деформацій, що відповідають різним за часом утворення мінеральним асоціаціям; розподіл останніх шляхом укорінення магматичних утворень (дайок і т. ін.); стрибкоподібні зміни температури мінералоутворення та хімізму розчинів; приуроченість руд різних акцесорних елементів до мінералів різних асоціацій.